# 木本奈美
木本奈美（日语：／ Kimoto Nami，1974年3月31日—），山口县防府市出身，日本前女子柔道运动员。她曾代表日本参加1998年亚洲运动会柔道比赛，获得女子63公斤级银牌。